# Sepp Holzer

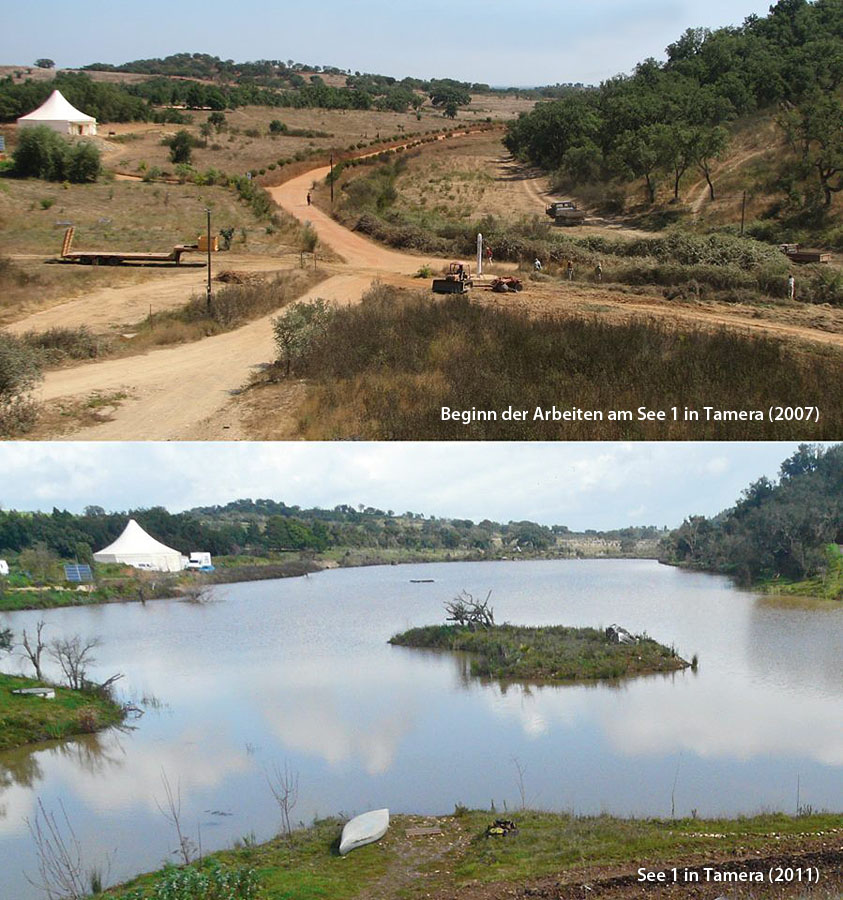
Wasserretentionslandschaft nach einem Entwurf von Sepp Holzer in Tamera, Portugal

Sepp Holzer (* 24. Juli 1942 in Ramingstein, Salzburg) ist ein österreichischer Landwirt, Buchautor und ein international tätiger Berater für naturnahe Landwirtschaft. Er ist zudem Begründer der Holzerschen Permakultur.

## Leben

### Kindheit
Holzer kam nach Hans und Martin als jüngster von drei Söhnen auf dem Krameterhof seiner Eltern Martin und Maria Holzer zur Welt, zur Familie gehörte außerdem seine jüngere Ziehschwester Gloria. Der Hof liegt im Lungau auf rund 1300 m ü. A. in isolierter Lage auf einem steilen, nach Südosten ausgerichteten Hanggrundstück 300 Höhenmeter über dem Dorf Ramingstein im Murtal und war damals nur über einen unbefestigten Karrenweg erreichbar. Zum Hof gehörten rund 24 Hektar Grund, die auf herkömmliche Art bewirtschaftet wurden. Die Eltern Sepp Holzers hielten etwa zehn Rinder, 20 Schafe, ein Pferd, einige Schweine und Hühner sowie mehrere Gänse. Der Betrieb wurde gänzlich von Hand bearbeitet, es gab weder elektrischen Strom noch Telefon und auch keine Kraftfahrzeuge oder motorgetriebenen Maschinen, daher arbeiteten auf dem Hof neben den Bauersleuten auch eine Magd und ein Knecht sowie je nach Bedarf mehrere Gelegenheits- und Aushilfsarbeiter, und auch die Kinder mussten von klein auf, je nach Vermögen, anfallende Arbeiten verrichten. Die Eltern waren konservativ und griffen Neuerungen nur sehr zögerlich auf, so dass der Hof erst 1955 an das öffentliche Stromnetz angeschlossen wurde. Die Kinder wurden katholisch erzogen, jeden Sonntag machte die Familie gemeinsam den langen Fußmarsch ins Tal zum Besuch des Gottesdienstes, Tischgebete vor und nach jeder Mahlzeit waren selbstverständlich, hinzu kamen stundenlange Rosenkranzgebete an Samstagen und nach Todesfällen in der Nachbarschaft. Arztbesuche vermied man auf Grund der damit verbundenen hohen Kosten und weiten Wege nach Möglichkeit, leichtere Verletzungen und Krankheiten wurden mit Hausmitteln behandelt. Schon als Kind zeigte Holzer ein außergewöhnliches Interesse an allen möglichen biologischen Vorgängen und führte Keim- und Pflanzexperimente durch, zunächst in den Pflanztrögen seiner Mutter, später im „Beißwurmboanling“, einem extrem steilen und daher brachliegenden Geländestreifen des elterlichen Hofes. Diese Versuche, gekoppelt mit seiner genauen Beobachtungsgabe, vermittelten ihm schon in jungen Jahren wertvolle Einblicke in ökologische Zusammenhänge.

### Schulzeit
Ab 1950 erhielt Holzer Schulunterricht in einer mehrstufigen Klasse mit 38 Schülern in Ramingstein. Den bei flottem Marsch einfach etwa zweistündigen Schulweg musste er zu Fuß bewältigen. Nach der Volksschule erhielt er eine für einen Jungbauern übliche Ausbildung: Er wurde neben der Landwirtschaftsschule zum Obstbaumwärter ausgebildet und machte zusätzlich eine Sprengausbildung und eine Fischereiausbildung am Mondsee.

### Übernahme des Krameterhofes
1962 übernahm Holzer den elterlichen Hof. Wie er 2002 schrieb, führte die Anwendung seines Schulwissens zu schweren Rückschlägen bei der Bewirtschaftung des Anwesens. In der Folge begann er, ausgehend von seinen viel erfolgreicheren Kindheitserfahrungen, eine pflegeleichte und naturnahe Anbaumethode zu entwickeln. Indem er die Vorgänge in der Natur genau beobachtete und in seiner Landwirtschaft nachahmte, erzielte er beachtliche Erfolge und schuf zwischen 1100 und 1500 Metern Seehöhe ein „Naturparadies“, in dem selbst Kiwis und Edelkastanien gedeihen. Der Krameterhof wurde während der Bewirtschaftung durch Sepp Holzer stark erweitert. Bis zur Übergabe 2009 an seinen Sohn wurden so aus 20 Hektar Fläche etwa 45.
Auch veränderte Holzer während dieser Zeit immer wieder die Landschaft und experimentierte mit zahlreichen Kulturen und Tierrassen. Heute überzieht eine Mischkultur aus Obst, Gemüse, Kräutern und Getreide den Berghof. Dazu kommt ein System vernetzter Teiche mit mehr als 3 ha Wasserfläche, in dem Fische, Krebse und Wasserpflanzen gezüchtet werden.

### Umzug ins Burgenland
Seit Februar 2013 wohnt Sepp Holzer mit seiner Frau auf dem neuen „Holzerhof“ im Südburgenland, bei Jennersdorf.
Holzer bietet gemeinsam mit HolzerAgroEcology Seminare und Lehrgänge an.

## Holzersche Permakultur / Agro-Ökologie
Als er darauf aufmerksam (gemacht) wurde, dass seine Methoden in vielen Aspekten dem von den beiden Australiern Bill Mollison und David Holmgren begründeten Permakultur-Konzept ähnelt, nannte er seine Methode Holzer'sche Permakultur. Mit innovativen Ideen, aber auch alten Methoden, wie Terrassenbau, Hügel- und Hochbeeten, dem Halten gefährdeter Nutztierrassen und dem Schutz bedrohter Alpen- und Kulturpflanzen, hat er die Holzer'sche Permakultur für den alpinen Bereich seitdem immer weiter entwickelt und dabei in vielen Bereichen erstaunliche Ergebnisse erzielen können.
Eine prägende Erfahrung war dabei die jahrelange Auseinandersetzung mit verschiedenen Behörden, die seine Form des Wirtschaftens oft aktiv behinderten. Viele Ideen Holzers standen in deutlichem Widerspruch zu behördlichen Empfehlungen und Auflagen. Dies führte zu zahlreichen, teils langjährigen, Gerichtsprozessen, die er in seinem Buch „Der Agrar Rebell“ beschreibt.
In der Holzerschen Permakultur, von Holzer teilweise auch als Agro-Ökologie bezeichnet, spielt die Speicherung und Nutzung von Wasser eine zentrale Rolle. Dies insbesondere in Trockengebieten mit nur saisonalen Niederschlägen, die von Wüstenbildung bedroht sind. Holzer nutzt dabei oft nur das natürlich vorkommende Regenwasser, das in komplexen Systemen aus Teichen und Verbindungsgräben über das Grundstück geführt wird. Die naturnahe Gestaltung der Teiche mit geschützten Flachwasserzonen bietet ökologische Nischen für zahlreiche Tier- und Pflanzenarten.

## Projekte und Lehrtätigkeit
Holzer ist weltweit als Berater für Landwirtschafts- und Aquakulturprojekte tätig und hält regelmäßig Seminare. Nach Angabe des Wissens-Verlags betreut Holzer weltweit „nahezu fast 200“ Projekte.
Im Ökodorf Tamera in Portugal legte er 2007 eine Wasserretentionslandschaft mit mehreren Teichen an, die sich ausschließlich aus Regenwasser speist.

## Kritik
Das Projekt Krameterhof wird auch kritisch beurteilt: es könne nur Anstöße für einen anderen Umgang mit alpiner Landschaft im Sinne der Nachhaltigkeit geben, böte aber kaum praktische Hilfestellung für eine produktive alternative Landwirtschaft, welche es dem Bauern ermögliche, seinen Betrieb auch in finanzieller Hinsicht erfolgreich zu führen. Es könne nicht jeder Bauernhof zum Erlebnishof ausgebaut werden in Erwartung ausreichender Besucherzahlen.
Seit etwa 1995 ist der Großteil der Einnahmen der Familie Holzer vorrangig auf die Buchveröffentlichungen, Führungen am Hof und auf Beratungstätigkeiten zurückzuführen, nicht aber auf den Ursprungszweck Landwirtschaft. Die Landwirtschaft allein würde laut Kritik nicht genug Profit abwerfen. Hierbei ist allerdings zu bedenken, dass verschiedenste Projekte auf dem Krameterhof auch wirtschaftlich erfolgreich waren und das Hofkonzept heute als Lehrprojekt aufgrund der vielseitigen anderweitigen Tätigkeiten Holzers gar nicht auf alleinige Landwirtschaft abzielt. Während eine große Zahl von Besuchern den Besuch des Krameterhofs als bereichernde und in Erstaunen versetzende Erfahrung beschreiben, was durch eine Vielzahl an Dank- und Glückwunschschreiben an Holzer bezeugt ist, gibt es auch Personen, welche eine Visite am Hof als Ernüchterung oder Enttäuschung erlebten und angeben, kritische Fragen zur Produktivität würden nicht zugelassen, und einzelne Fragesteller seien noch während der Führungen des Hofes verwiesen worden.
Auch der Einsatz schwerer Maschinen durch Holzer bei der Anlage der Terrassen und Teiche wird immer wieder kritisiert.
Kritiker werfen Holzer zudem vor, er sei mehrfach von den gestalterischen Grundsätzen klassischer Permakultur abgewichen. In seinem Buch Wo ein Wille da ein Weg von 2006 entgegnet Holzer, er entwickele seine landwirtschaftlichen Methoden als Praktiker stets durch genaue Naturbeobachtung in einer „Versuch und Irrtum“-Methode und nicht auf Grundlage von Theorien. Auf die Verwandtschaft seiner Ansätze zu vielen Gedanken der Permakultur hätten ihn erst im Nachhinein Dritte aufmerksam gemacht, die ihn darum gebeten hätten, doch diese Bezeichnung für seine Arbeitsweise zu gebrauchen. Er spräche daher bewusst stets von Holzer'scher Permakultur, weil er sich durch keine theoretische Schule vereinnahmen lassen wolle. David Holmgren bezeichnet Holzer als „einen vorzüglichen Permakultur-Designer und Praktiker, der völlig außerhalb der offiziellen Permakultur-Ausbildungslinie steht und mit fast jedem innerhalb der europäischen Permakultur-Szene zusammengekracht ist.“ Joe Polaischer hatte eine gute, wenn auch mitunter gegensätzliche Zusammenarbeit mit seinem Landsmann [sic!] Sepp Holzer.
Mehrere von Holzer beratene Projekte scheiterten oder wurden nicht wie geplant umgesetzt. In mehreren Fällen wurde Holzer gerichtlich zur Leistung von Schadensersatz verurteilt. So endete das von Holzer beratene Projekt Jena-Hof in Jennersdorf im Burgenland in einer nachhaltigen Zerstörung des Grundes mit massiven Hangrutschungen, wobei über die Schuldfrage ein Rechts- und Gutachterstreit anhängig ist. Nachdem die Eigentümerin des Hofes Konkurs anmelden musste und nach dem Ende des gemeinsamen Projektes „Naturerlebnisland-Kinderbauernland Holzer, Barrada“ übernahm Holzer den von ihm nun „Holzerhof“ genannten „Jena-Hof“ im Rahmen eines Gläubigervergleiches. Holzer lebt dort heute mit seiner Frau Veronika.

## Verlagsbeziehungen
Die ersten beiden Bücher von Sepp Holzer erschienen im Leopold Stocker Verlag, der landwirtschaftliche und jagdliche Fachbücher, Koch- und Handarbeitsbücher, Regionalia, Wanderführer, Sachbücher mit wissenschaftlichem Anspruch sowie rechtskonservative Literatur mit Schnittpunkten zum Rechtsextremismus verlegt. Holzers Texte selbst enthalten keine rechtsextremen Inhalte. Das dritte Buch Die Visionäre, in welchem Holzer neben anderen renommierten Persönlichkeiten der Zeitgeschichte wie Karl-Ludwig Schweisfurth zu Wort kommt, erschien im Concord Verlag, das Buch Wo ein Wille da ein Weg erschien im März 2006 im Kneipp-Verlag. Sein Buch Wüste oder Paradies erschien 2013 wiederum im Leopold Stocker Verlag.

## Publikationen
- Sepp Holzer, Konrad Liebchen: Sepp Holzer – Der Agrar-Rebell. Mit einem Vorwort von Bernd Lötsch. Leopold Stocker Verlag, Graz 2002, ISBN 3-7020-0970-1.
- Sepp Holzer, Claudia Holzer, Josef Andreas Holzer: Sepp Holzers Permakultur – Praktische Anwendung für Garten, Obst und Landwirtschaft. Mit einem Geleitwort von Joe Polaischer. Leopold Stocker Verlag, Graz 2004, ISBN 3-7020-1037-8.
- Bauern – die Seele jedes Volkes. In: Robin Wood (= Peter Steffen) (Hrsg.): Die Visionäre – Ist unsere Erde noch zu retten? Concord-Verlag, Mariahof 2005, ISBN 3-9501887-2-X.
- Wo ein Wille da ein Weg – Naturheilwissen, Erfahrung & Kräuterpraxis des Agrar-Rebellen. Inklusive Audio-CD. Kneipp Verlag, Leoben 2006, ISBN 3-7088-0368-X.
- Wüste oder Paradies. Von der Renaturierung bedrohter Landschaften über Aqua-Kultur und Biotop-Aufbau bis zum Urban Gardening. Unter Mitarb. von Leila Dregger. Leopold Stocker Verlag, Graz 2013, ISBN 978-3-7020-1324-0 (Anderer Titel: Holzer'sche Permakultur jetzt!).

## Film
- Sepp Holzer – Leben und Sichtweise eines Visionärs. Audio-CD (5 Stunden Länge). w|k|&|f Filmverlag, Kempten 2006.